# Ossian (Nowy Jork)
Ossian – miasto w Stanach Zjednoczonych, w stanie Nowy Jork, w hrabstwie Livingston.